# Bohumil Vacek
Bohumil Vacek (* 1963) ist ein ehemaliger tschechoslowakischer Skispringer.
Vacek bestritt im Rahmen der Vierschanzentournee 1980/81 seine ersten Springen im Skisprung-Weltcup. Dabei blieb er jedoch weitgehend erfolglos. Bei der Nordischen Skiweltmeisterschaft 1982 erreichte er in Oslo den 25. Platz auf der Normalschanze und den 27. Platz auf der Großschanze. Am 12. März 1982 konnte er mit dem 15. Platz beim Skifliegen am Kulm seinen ersten Weltcup-Punkt gewinnen. Für drei Jahre blieb dies jedoch sein einziger Punktgewinn. Erst am 23. März 1985 sprang er in seiner Heimat Štrbské Pleso erneut in die Punkteränge. Am 4. Januar 1986 sprang er mit dem 4. Platz in Innsbruck auf die höchste Einzelplatzierung in seiner Karriere. Die letzte Saison war zugleich seine erfolgreichste Saison. So erreichte er in der Weltcup-Saison 1986/87 insgesamt 27 Weltcup-Punkte und stand damit am Ende der Saison auf dem 27. Platz in der Weltcup-Gesamtwertung. Bei der Nordischen Skiweltmeisterschaft 1987 in Oberstdorf sprang er auf der Normalschanze auf den 22. Platz. Seinen letzten Weltcup sprang er am 1. März 1987 in Lahti. Mit einem 5. Platz von der Normalschanze beendete er im Anschluss daran seine aktive Skisprungkarriere.